# Campo di aviazione di Villaverla
Il campo di aviazione di Villaverla fu un aeroporto della provincia di Vicenza della prima guerra mondiale.

## Storia
Al termine dell’estate 1915 il Regio Esercito allestisce un campo di aviazione ai piedi dell’altopiano di Asiago, in un ampio appezzamento appena fuori dal paese di Villaverla, delimitato a sud dalla roggia Verlata, ad ovest dalla strada che collegava Villaverla a Thiene ed a est dalla Villa Cà Ghellina.
Dal 12 dicembre 1915 arriva la 12ª Squadriglia da ricognizione e combattimento che il 15 aprile 1916 diventa 32ª Squadriglia che resta fino al 4 luglio 1917, dal 7 aprile 1916 la 10ª Squadriglia da ricognizione e combattimento che il 15 aprile diventa 27ª Squadriglia che resta fino al 15 agosto, dal 24 aprile 1916 la 28ª Squadriglia fino al 30 luglio, dal 25 maggio 1916 la 71ª Squadriglia caccia fino al 23 novembre 1917 e dall'11 luglio 1916 la 46ª Squadriglia fino al 1º settembre.
Dal 10 aprile 1917 arriva il IX Gruppo (poi 9º Gruppo Caccia) fino alla fine della guerra, dal 28 aprile 1917 la 112ª Squadriglia fino al 20 luglio, dal 23 maggio 1917 la Escadrille Espinasse fino agli inizi del luglio successivo, dal 31 luglio 1917 la 50ª Squadriglia fino al 25 ottobre, nell'agosto 1917 la 1ª Sezione insieme alla 3ª Sezione della 113ª Squadriglia che il 28 agosto entra nella 115ª Squadriglia fino all'8 dicembre e dal 19 settembre 1917 arriva la 1ª Sezione, dal 27 settembre la 2ª Sezione e il 1º ottobre la 3^ della 61ª Squadriglia fino al 15 novembre.
Nel marzo del 1918 Villaverla fu sede del No. 34 Squadron RAF del Royal Flying Corps poi Royal Air Force inglese a cui si aggiunse una sezione «Z» di Bristol F.2 Fighter della No. 139 Squadron RAF, al comando di William George Barker.